# Greckoe

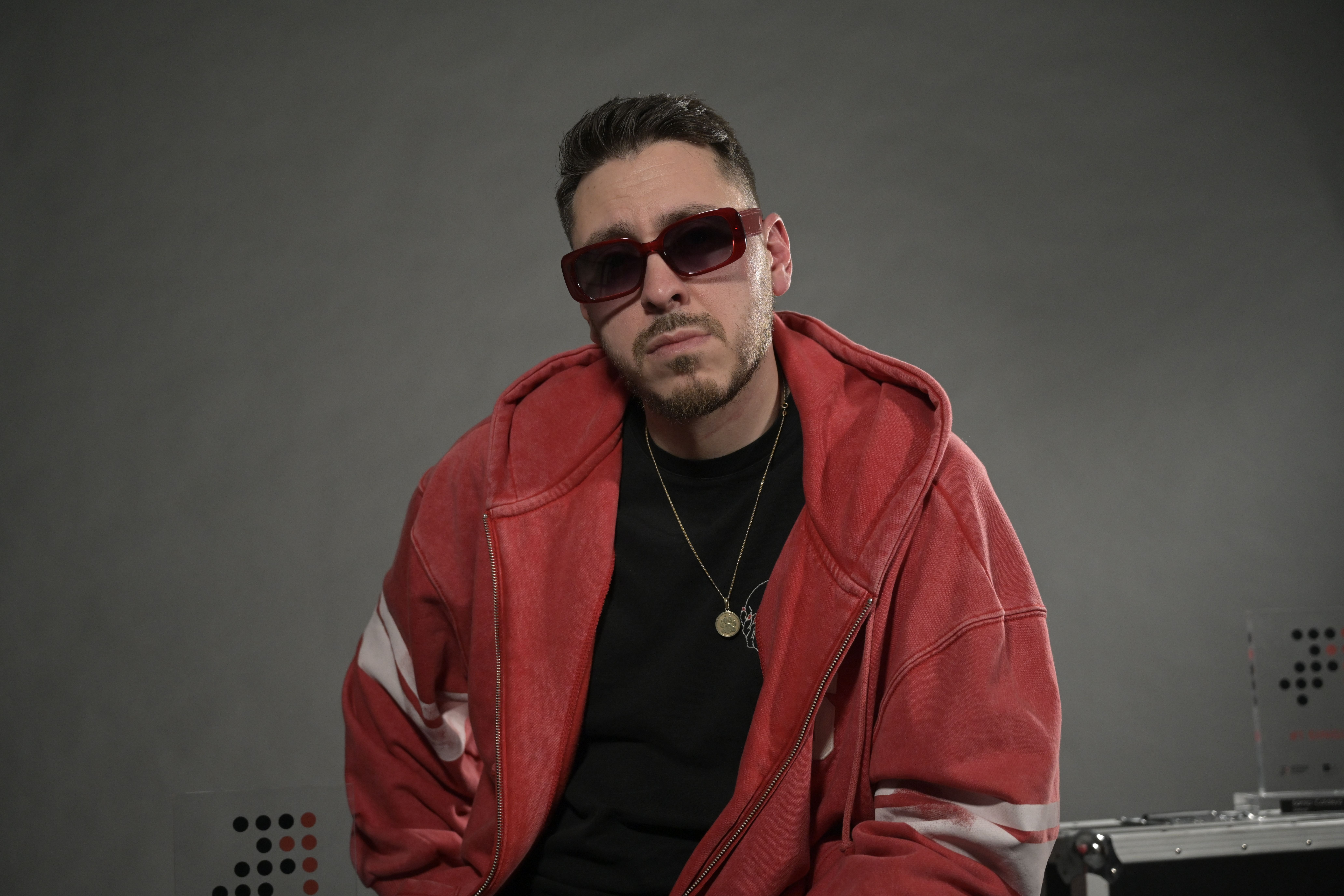
Greckoe (2024)

Greckoe (* 1986; bürgerlich Konstantinos Tzikas, griechisch: Κωνσταντίνος Τζίκας) in ein in Deutschland wirkender griechischer Rapper, Autor und Musikproduzent. Er war bei dem Hip-Hop-Label Sektenmuzik unter Vertrag. 2011 gründete Greckoe ein eigenes Label unter dem Namen Aus dem Nichts Entertainment.

## Biografie
Greckoe besuchte die Askanische Oberschule in Berlin-Tempelhof, welche er in der zwölften Klasse verließ. Bereits im Alter von dreizehn Jahren begann er mit den ersten Aufnahmen von Tapes. Dieses Hobby verfolgte er zusammen mit seinem Freund Butch. Nach den ersten Aufnahmen erhielt Greckoe 2006 erstmals die Möglichkeit, in einem professionellen Studio Songs aufzunehmen. Dieses gehörte Montana Beatz, welcher bei dem Label Streetlife Entertainment unter Vertrag steht und bereits mit dem Aggro-Berlin-Künstler Fler zusammengearbeitet hat.
Nach der Gründung des Independent-Labels Sektenmuzik wurde Greckoe von den Rappern Sido und B-Tight unter Vertrag genommen. Bei Konzerten fungierte er im Folgenden als Back-Up-Rapper von Alpa Gun. Am 13. April 2007 erschien Sektenmuzik – Der Sampler, auf welchem sich die bei Sektenmuzik unter Vertrag stehenden Künstler vorstellen. Auf diesem Tonträger ist Greckoe an fünf Songs beteiligt. Es folgten Gastbeiträge auf den Alben befreundeter Künstler. So tritt Greckoe unter anderem auf den Alben Neger Neger von B-Tight, welches Platz 6 der Charts erreichen konnte, und Geladen und entsichert von Alpa Gun, welches auf Platz 31 der Album-Charts einsteigen konnte, auf.
Am 29. Juni 2007 erschien Greckoes erstes Mixtape über Sektenmuzik. Dieses wurde unter dem Titel Ein Level weiter veröffentlicht. Der Berliner konnte unter anderem die Rapper Dean Dawson, Deso Dogg, Fler, Deoz, Bass Sultan Hengzt, King Donat One, Harris und Kaisa für Gastbeiträge gewinnen.
Der zweite Sampler des Labels Sektenmuzik wurde am 18. Januar veröffentlicht. Auf diesem war Greckoe an einer Vielzahl von Liedern beteiligt. Ein Split Video, in welchem Greckoe neben Alpa Gun und Fuhrmann zu sehen ist, wurde bereits bei dem Fernsehsender MTV ausgestrahlt. Der Tonträger stieg auf Platz 14 der deutschen Sampler-Charts ein. Am 12. Februar wurde das zweite Video als Premiere bei Urban TRL ausgestrahlt. Dieses wurde zu dem Lied So machen wir das von Alpa Gun, Sido und Greckoe gedreht.
Am 16. September 2008 wurde auf dem Musiksender MTV das Video Typisch Griechisch des Rappers ausgestrahlt. Der Clip erreichte in den Charts der Sendung direkt Platz 2. Am 17. Oktober 2008 erschien Greckoes erstes Album Typisch griechisch.
Am 1. November 2010 veröffentlichte Greckoe die EP Mein Hip-Hop, das Business & ich als kostenlosen Download. Die Lieder wurden von Arves, Esco Sounds, Joe Rilla, Hookbeats, Cristal Beats, Diego Tunes und Zino Beats produziert. Auf der EP sind Liquit Walker und Sido mit Gastbeiträgen vertreten. Nach der Schließung der Plattenfirma Sektenmuzik gründete Greckoe 2011 das Label Aus dem Nichts Entertainment. Über dieses sollen neben Greckoes eigenen Alben auch die Tonträger der Rapper Butch, Azyl und Cello veröffentlicht werden. Als erste Veröffentlichung erschien das Mixtape Geschichten des Lebens von Azyl zum kostenlosen Herunterladen. Im gleichen Jahr erschien das Album Scheinwelt von Greckoe, welches sich allerdings nicht auf dem Musikmarkt behaupten konnte. Nach vier Jahren musikalischer Abstinenz brachte Greckoe 2015 mit Kiss ein weiteres Album über sein Label Aus dem Nichts Entertainment heraus, welches sich zwar stilistisch von bisherigen Alben absetzte, aber nicht an alte Erfolge anknüpfen konnte.
Im März 2017 gab das Label Aus dem Nichts Entertainment seine Auflösung bekannt.
Greckoe konzentrierte sich indes auf Producer-Tätigkeiten und arbeitete 2018 mit Bushido und Samra zusammen. Für Bushido produzierte er einen Track auf dessen Soloalbum Mythos. Nachdem sich Samra Anfang 2019 von Bushidos Label Ersguterjunge getrennt hatte, beendete auch Greckoe die Zusammenarbeit mit Bushido und fokussiert sich seither auf die Zusammenarbeit mit Samra und dem Musikproduzenten Lukas Piano.
Mit der Mitarbeit an dem Nummer-eins-Kollaboalbum Berlin lebt 2 von Capital Bra und Samra und den damit einhergehenden Charterfolgen, stellte Greckoe sein Können als Musikproduzent unter Beweis. 2019 erschienen mit Marlboro Rot und COLT weitere Singleauskopplungen von Samra, an denen Greckoe als Produzent beteiligt war.
Er produzierte ebenfalls zusammen mit Lukas Piano und Samra das erste Soloalbum Jibrail & Iblis von Samra, das am 16. April 2020 erschien. Greckoe gab seinen Fans dazu auf Instagram regelmäßig Einblicke in die Produktionsarbeiten.

## Diskografie
Studioalben
| Jahr | Titel Musiklabel                           | Anmerkungen                              | Frontcover |
| ---- | ------------------------------------------ | ---------------------------------------- | ---------- |
| 2008 | Typisch griechisch Sektenmuzik (GA)        | Erstveröffentlichung: 26. September 2008 |            |
| 2011 | Scheinwelt One Million Berlin (Distri)     | Erstveröffentlichung: 9. Dezember 2011   |            |
| 2015 | Kiss Aus dem Nichts Entertainment (Distri) | Erstveröffentlichung: 12. Juni 2015      |            |